# 田中健三
田中 健三（たなか けんぞう、1973年7月27日 - ）は、かつてプライムワン（現：プライム）で活動していたお笑い芸人。熊本県出身。

## 経歴
1990年代から芸人として活動を始め、原田大とのコンビ「ニーチェとその息子たち」（後に「あいつら」と改名）、桐畑トールとのコンビ「熊本キリン」として活動を経て、2003年に芸能界を引退。熊本キリン時代にはツッコミを担当していた。
草野球等で以前から親交のあった伊集院光に、2003年10月20日放送の『伊集院光 深夜の馬鹿力』（TBSラジオ）内で田中の芸能活動引退特番が組まれた。また、『伊集院光 深夜の馬鹿力』のウェブ版で語ったところによれば、引退後は居酒屋チェーン「笑笑」で店長として活躍していたという。また同番組の2012年4月9日放送回によると、現在は「離島の民宿でいきいきと働いている」という。

## エピソード
2003年10月13日の放送の『伊集院光 深夜の馬鹿力』で伊集院が語ったところによると、桐畑とコンビを組む前にアルバイト仲間とのキャンプの最中、川に飛び込んで遊んでいた時に田中はお笑い芸人らしいところを見せようと派手な飛び方で飛び込んだ際、頭から川に落下。救急隊員が駆けつけた時には平気な顔をしていたが、次第に全身麻痺ということが分かり、救急車で近くの学校の校庭まで運ばれた後、救急ヘリで病院に搬送された。
田中の怪我の症状は救急車が通常の路面でも徐行運転で走行したほどの危険な状況だったものの、この事故があった日にはキャンプ場の近くの病院で大掛かりな救急訓練が行われており、この訓練のために救急ヘリが近くに待機していた（通常は救急ヘリは待機していない）こと、多数の医師や最新機材が稼動状態で揃っていたことによる幸運もあり九死に一生を得ている。
上記の大事故を経験した事で今生きている事の素晴らしさを痛感しており、同じような重傷を負った人を応援する内容を収録したVTRに生還者代表としてお笑い芸人として出演している。事故が起こる前までは若手芸人らしく笑いに対する向上心はあったのだが、上述の通り事故後に人生観が大きく変わった事が結果的に芸能界引退に繋がった。

## 出演

### ドラマ
- 月曜ミステリー劇場 探偵 左文字進6「避暑地の殺人者」（2002年10月7日、TBSテレビ）